# Arzach
Arzach – francuski komiks autorstwa Moebiusa (Jeana Girauda), wydany w latach 1975–1976 w czterech odcinkach w magazynie „Métal Hurlant”, a w 1977 w jego amerykańskim odpowiedniku – czasopiśmie „Heavy Metal”. W 1976 epizody Arzacha ukazały się w zbiorczym tomie nakładem wydawnictwa Les Humanoïdes Associés. Uznawany jest za jeden z najważniejszych komiksów lat 70. XX w.. W 2008 komiks ukazał się w Polsce nakładem wydawnictwa Egmont Polska w albumie pt. Arzach. Czy człowiek jest dobry?. 

## Fabuła
Fabuła Arzacha ma eksperymentalny charakter i osadzona jest w konwencji science-fiction składa się z czterech epizodów, w których narracja prowadzona jest bez słów. Fabuła sprowadzona została do minimum. Dzieło stanowi refleksję na temat lektury, tworzenia i przekazywania fabuł. W komiksie obserwujemy postać (prawdopodobnie tytułowego Arzacha), która przemierza opustoszałe przestrzenie, lecąc na fantastycznej istocie przypominającej pterodaktyla. W każdym z rozdziałów komiksu tytuł Arzach pisane jest inaczej (Arzach, Harzak, Harzack i Harzach).

## Nagrody i odbiór
W 1976 Moebius został uhonorowanay za Arzaka belgijską nagrodą komiksową Prix Saint-Michel. W 2012 francuskie czasopismo o książkach "Lire" umieściło go na dziewiątym miejscu na liście najważniejszych komiksów.